# Municipio Roma III
Il Municipio Roma III Montesacro è la terza suddivisione amministrativa di Roma Capitale.
È stato istituito dall'Assemblea capitolina, con la delibera n.11 dell'11 marzo 2013, sostituendo il precedente municipio Roma IV. La sede principale è presso il palazzo Pubblico di piazza Sempione, nel quartiere Monte Sacro.

## Geografia fisica

### Territorio
Il III municipio di Roma Capitale è situato nell'area settentrionale della città, sesto per estensione con i suoi 98 km². Confina a sud con il II e il IV Municipio (da cui è in parte separato dal fiume Aniene), a ovest con il XV Municipio (da cui è separato dal fiume Tevere), a nord-est con i comuni di Riano, Monterotondo, Mentana, Fonte Nuova e Guidonia Montecelio.
Territorio di conformazione prevalentemente collinare, a un'area meridionale costituita dai principali aggregati urbani si contrappone la zona settentrionale, caratterizzata da un ambiente rurale, in gran parte compreso nella riserva naturale della Marcigliana. È lambito da entrambi i fiumi della città, con l'Aniene che sfocia nel Tevere proprio al confine tra II, III e XV Municipio.

## Storia
La storia del municipio è molto antica, poiché il territorio è abitato fin dalla preistoria: sono stati ritrovati resti fossili umani alla Bufalotta (risalenti a 700.000 anni fa), in località Monte delle Gioie nell'attuale Serpentara (risalenti a 200.000 anni fa) e a Sacco Pastore, dove tra il 1929 e il 1935 furono ritrovati, per la prima volta in Italia, due crani neanderthaliani di circa 100.000 anni fa attribuiti al cosiddetto uomo di Saccopastore.
I centri più importanti dell'antichità in questo territorio, attraversato dalle vie Salaria e Nomentana, furono Crustumerium e Fidenae: la prima secondo la tradizione fu conquistata da Romolo, mentre la seconda finì probabilmente in via definitiva nell'orbita romana con la caduta della sua alleata Veio.
L'episodio più famoso che avvenne nel territorio fu la grande secessione della plebe del 494 a.C., quando sul Monte Sacro si rifugiarono i plebei in rivolta contro i patrizi, sedati da Menenio Agrippa con il famoso apologo in cui paragonò le classi sociali romane a un corpo umano. I secessionisti rientrarono in città, e in cambio venne istituita la magistratura del tribuno della plebe, interdetta ai patrizi e sancita per legge (Lex Sacrata) come inviolabile e sacra.
In epoca imperiale la zona raggiunse un grandissimo sviluppo residenziale e produttivo, con la diffusione di numerose villae, possedimenti rustici di media estensione con funzioni produttive a servizio della città, tra le quali quella del liberto Faonte.
Secondo la tradizione sul ponte Nomentano si incontrarono nell'anno 800 papa Leone III e Carlo Magno, venuto a Roma per la sua incoronazione a imperatore.
Con l'inizio del medioevo vi fu un grande spopolamento, tranne probabilmente intorno all'area fortificata di Castel Giubileo e alla basilica di Sant'Alessandro, e le villae furono riconvertite in domuscultae e fortificazioni, come nel resto dell'Agro romano. Successivamente il territorio fu disseminato di torri e casali, di alcuni dei quali rimangono tracce nella toponomastica (casale di Redicicoli, Casal de' Pazzi, casale della Cesarina, Casale Giuliani, Casale della Marcigliana, casale della Cecchina, Casal Boccone, casale di Settebagni, casale di San Basilio).
Nel 1805 Simon Bolivar, il futuro liberatore dell'America Latina, visitando il Monte Sacro della plebe romana, giurò che avrebbe lottato finché la sua patria non fosse stata liberata dal dominio spagnolo.
L'edificazione del territorio comincia nel 1919, quando vennero costruite le prime case della Città Giardino Aniene (l'attuale quartiere di Monte Sacro, intorno a piazza Sempione), ad opera di un consorzio costituito dall'Istituto Case Popolari e dall'Unione Edilizia Nazionale, su progetto di Gustavo Giovannoni. Furono poi costruite tra gli anni trenta e quaranta le allora borgate di Val Melaina e Tufello.
Durante l'occupazione tedesca nella seconda guerra mondiale, fu attiva la partecipazione degli abitanti alla Resistenza. Due studenti, Ferdinando Agnini e Orlando Orlandi Posti, furono tra le vittime dell'eccidio delle Fosse Ardeatine. Un altro giovanissimo studente, Ugo Forno, morì difendendo il ponte ferroviario sull'Aniene mentre gli Alleati liberavano Roma.
Il tessuto urbanistico prevalente risale al secondo dopoguerra, quando la zona si è andata sempre più sviluppandosi e popolando. Oltre ad alcune aree nate almeno in parte abusivamente come Fidene, i quartieri degli anni cinquanta, sessanta e settanta sono caratterizzati da edilizia intensiva (Conca d'Oro, Prati Fiscali, Talenti o Monte Sacro Alto, Nuovo Salario, Vigne Nuove, Serpentara e Castel Giubileo), in parte realizzata dallo IACP, mentre i quartieri estensivi più recenti hanno una maggiore dotazione di verde pubblico, soprattutto a Colle Salario e intorno al grande centro commerciale di Porta di Roma.

## Monumenti e luoghi d'interesse
- Casa protostorica di Fidene, ricostruzione di una capanna del IX secolo a.C. sul sito dell'antica città di Fidenae[6]
- Parco archeologico di Crustumerium[7]
- Monte Sacro, famoso per la rivolta della plebe e l'apologo di Menenio Agrippa, con il cosiddetto Mausoleo di Menenio Agrippa del I o II secolo[8]
- Ponte Nomentano, di epoca romana e fortificato nel medioevo[9]
- Ponte Salario, di epoca romana ma ricostruito quasi interamente nel XX secolo[10]
- Città Giardino Aniene[11], imperniata su piazza Sempione[12] dove sorgono la sede del Municipio e la chiesa dei Santi Angeli Custodi
- ex Casa della Gioventù Italiana del Littorio (GIL), su viale Adriatico[13]

### Aree naturali
- Riserva naturale della Valle dell'Aniene, in cui è compreso il parco delle Valli[14]
- Riserva naturale della Marcigliana[15]
- Parco delle Sabine
- Parco Talenti

## Cultura

### Biblioteche
- Ennio Flaiano, su via Monte Ruggero

### Cinema
- Cinema Antares, su viale Adriatico
- Uci Cinemas Porta di Roma, su via delle Vigne Nuove, nel centro commerciale Porta di Roma

### Università
- Università Pontificia Salesiana

## Geografia antropica

### Urbanistica
Nel territorio del Municipio si trovano le aree urbane di Cinquina, Porta di Roma, Vigne Nuove e quella extraurbana di Sant'Alessandro.

### Suddivisioni storiche
Nel territorio del Municipio insistono i seguenti comprensori toponomastici di Roma Capitale:
Quartieri
- Q. XVI Monte Sacro e Q. XXVIII Monte Sacro Alto

Zone
- Z. I Val Melaina, Z. II Castel Giubileo, Z. III Marcigliana, Z. IV Casal Boccone e Z. V Tor San Giovanni

### Suddivisioni amministrative
La suddivisione urbanistica del territorio comprende le tredici zone urbanistiche dell'ex Municipio Roma IV. La sua popolazione è così distribuita:
| Municipio Roma III Montesacro | Municipio Roma III Montesacro | Municipio Roma III Montesacro | Municipio Roma III Montesacro |
| Denominazione                 | Superficie                    | Abitanti                      |                               |
| ----------------------------- | ----------------------------- | ----------------------------- | ----------------------------- |
| 4A Monte Sacro                | 1,65 km²                      | 16 132                        |                               |
| 4B Val Melaina                | 3,2 km²                       | 36 207                        |                               |
| 4C Monte Sacro Alto           | 2,48 km²                      | 33 466                        |                               |
| 4D Fidene                     | 1,1 km²                       | 11 615                        |                               |
| 4E Serpentara                 | 5,6 km²                       | 31 648                        |                               |
| 4F Casal Boccone              | 6,04 km²                      | 13 922                        |                               |
| 4G Conca d'Oro                | 1,26 km²                      | 18 705                        |                               |
| 4H Sacco Pastore              | 0,47 km²                      | 9 962                         |                               |
| 4I Tufello                    | 0,88 km²                      | 13 888                        |                               |
| 4L Aeroporto dell'Urbe        | 4,44 km²                      | 1 904                         |                               |
| 4M Settebagni                 | 4,86 km²                      | 5 212                         |                               |
| 4N Bufalotta                  | 14,01 km²                     | 7 487                         |                               |
| 4O Tor San Giovanni           | 52,04 km²                     | 729                           |                               |
| Non localizzati               | –                             | 2 559                         |                               |
| Totale                        | 98,03 km²                     | 203 436                       |                               |

### Frazioni
Nel territorio del Municipio insistono le seguenti frazioni di Roma Capitale:
- Colle Salario, Settebagni e Villa Spada

## Infrastrutture e trasporti
|  | È raggiungibile dalle stazioni di Roma Nomentana, Nuovo Salario, Fidene, Settebagni e Val D'Ala. |

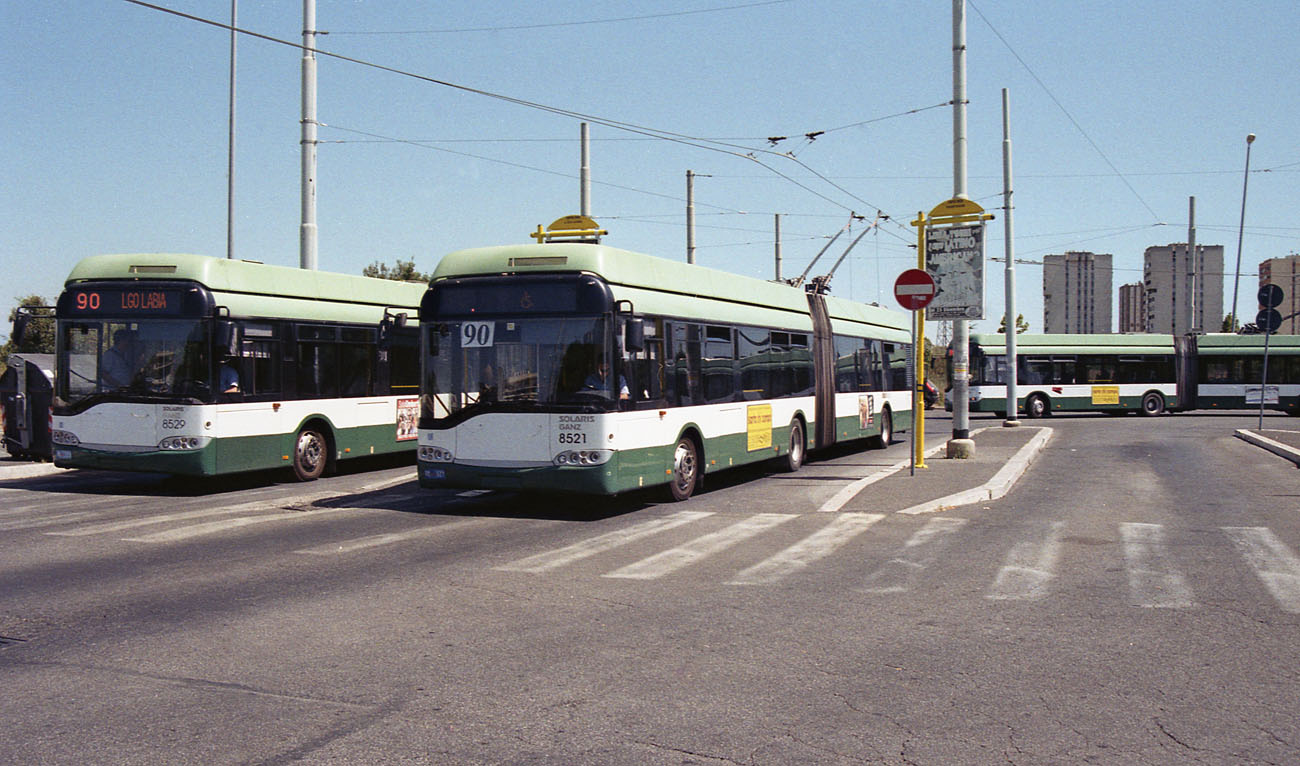
Il capolinea del 90 a Largo Labia

Il trasporto pubblico è assicurato dalla diramazione B1 della linea B della metropolitana, inaugurata nel 2012 e il cui capolinea è la stazione di Jonio, dalla ferrovia regionale FL1 con cinque fermate, da due linee di filobus (60 e 90) e da numerose linee di autobus. Sono inoltre in progetto il prolungamento della linea B1 della metropolitana oltre Jonio fino al GRA e la costruzione della nuova linea D, che dovrebbe percorrere via Ojetti, viale Jonio e via dei Prati Fiscali.

### Mobilità urbana
Il municipio è attraversato da tre delle più importanti arterie della Capitale:
- a nord il Grande Raccordo Anulare, che lo attraversa da ovest a est per circa 8 km, compresi tra il Ponte di Castel Giubileo e la via Nomentana; in particolare, vi sono situate le uscite Castel Giubileo, Salaria, Via di Settebagni - Bel Poggio - Fidene, la diramazione Roma nord e via della Bufalotta - Via delle Vigne Nuove.
- a ovest la via Salaria corre parallela alla ferrovia, attraversando il municipio da sud a nord dal Ponte Salario (sull'Aniene) a Monterotondo Scalo, toccando Settebagni e lo scalo dell'Urbe.
- a est la via Nomentana attraversa Monte Sacro e Monte Sacro Alto, prima di raggiungere Fonte Nuova, Mentana e Monterotondo.

### Aeroporti
Tra il Tevere e la via Salaria sorge l'aeroporto di Roma-Urbe, inaugurato nel 1928 e utilizzato attualmente come city airport per voli privati anche commerciali, eliporto e stazione meteorologica di Roma Urbe.

## Amministrazione
| Periodo          | Periodo          | Presidente              | Partito                         | Carica      | Note            |
| ---------------- | ---------------- | ----------------------- | ------------------------------- | ----------- | --------------- |
| 27 maggio 2001   | 28 maggio 2006   | Benvenuto Salducco      | PDS / La Margherita             | Presidente  | ex Municipio IV |
| 28 maggio 2006   | 28 aprile 2008   | Alessandro Cardente     | L'Unione                        | Presidente  | ex Municipio IV |
| 28 aprile 2008   | 10 giugno 2013   | Cristiano Bonelli       | Il Popolo della Libertà         | Presidente  | ex Municipio IV |
| 10 giugno 2013   | 21 giugno 2016   | Paolo Emilio Marchionne | Partito Democratico             | Presidente  | [ 22 ]          |
| 21 giugno 2016   | 21 febbraio 2018 | Roberta Capoccioni      | Movimento 5 Stelle              | Presidente  | Decaduta        |
| 22 febbraio 2018 | 23 giugno 2018   | Virginia Raggi          | Movimento 5 Stelle              | Commissaria |                 |
| 24 giugno 2018   | 22 ottobre 2021  | Giovanni Caudo          | Lista civica di Centro-sinistra | Presidente  | [ 25 ]          |
| 22 ottobre 2021  | in carica        | Paolo Emilio Marchionne | Partito Democratico             | Presidente  | [ 26 ]          |